# ボスウェル伯
ボスウェル伯（Earl of Bothwell）は、スコットランド貴族の伯爵位。2度創設されている。1度目は1488年にパトリック・ヘップバーンが授けられ、1567年にジェームズ・ヘップバーンが剥奪された。その後、1587年にフランシス・ステュアートが授けられ、1612年に再び没収された。
- パトリック・ヘップバーン (初代ボスウェル伯爵)（英語版）
- アダム・ヘップバーン (第2代ボスウェル伯爵)（英語版）
- パトリック・ヘップバーン (第3代ボスウェル伯爵)（英語版）
- ジェームズ・ヘップバーン (第4代ボスウェル伯爵)
- フランシス・ステュアート (第5代ボスウェル伯爵)（英語版）